# Deepack
Deepack är en nederländsk hardstylegrupp som består av Marcel van der Zwan, Frank Pechler och Ramon Roelofs (alias Charly Lownoise). van der Zwan och Pechler har spelat tillsammans sedan början av 1990-talet. Roelofs tillkom gruppen 2001, dock endast som producent och framträder inte vid Deepacks spelningar.
Deepack har bland annat producerat hymner till Qlimax 2003 och Defqon.1 2008 (tillsammans med DJ Luna). En av gruppens mest kända låtar är Stampuhh!! som producerades tillsammans med The Prophet.